# Спомен кућа у Топоници
Спомен кућа у Топоници, насељеном месту на територији општине Кнић, представља непокретно културно добро као споменик културе, одлуком СО Кнић бр. 633-4/81-02 од 24. јула 1981. године.
Спомен кућа је једна од најзначајнијих објеката из периода НОР-а у читавој Гружи. У њој је било седиште Крагујевачког партизанског одреда 1941. године. Поред тога, у њој је боравило више партијских и војних руководилаца НОР-а из читаве Србије.
Саграђена је у 19. веку на косом терену, па је део на косини подзидан високим темељним зидом. На том делу саграђен је подрум. Зидови су од чатме, олепљени и окречени. Кров је благог нагиба, четворосливан, а кровни покривач ћерамида. На крову доминира високи димњак. На главној фасади зграде налази се плоча од белог мермера, постављена у знак сећања на значајне догађаје из 1941. године који су се у овој згради догодили.